# Spinolyprops
Spinolyprops es un género de escarabajos.

## Especies
- Spinolyprops cribricollis Pic, 1917
- Spinolyprops himalayicus Kaszab, 1965
- Spinolyprops lateralis Pic, 1917
- Spinolyprops maculatus Kulzer, 1954
- Spinolyprops pakistanicus Schawaller, 1996
- Spinolyprops thailandicus Pic, 1917
- Spinolyprops trautneri Schawaller, 1994